# Pěvecké sdružení pražských učitelek
Pěvecké sdružení pražských učitelek (PSPU) vzniklo výnosem Císařského královského místodržitelství v království Českém dne 17. 12. 1912 v Praze. Je nejstarším samostatným ženským sborem v Praze a nejstarším ženským sborem v Čechách, který pracuje nepřetržitě od svého založení. Podnět k založení sboru dal František Spilka, spoluzakladatel mužského sboru Pěvecké sdružení pražských učitelů založeného v roce 1908.

## Historie
Prvním sbormistrem PSPU se stal profesor Metod Doležil, který vtiskl sboru vysoce umělecký charakter. V roce 1923 převzal vedení sboru Antonín Bednář, po něm Pavel Dědeček, v roce 1928 ho vystřídal Metod Vymetal. Éra Metoda Vymetala patří v dějinách sboru k nejslavnějším. Sbor koncertoval nejen doma, ale i v zahraničí, poprvé v roce 1928 ve Vídni.
V období 1923–43 sdružení účinkovalo v Německu, Francii, Polsku, Holandsku, Rumunsku, Jugoslávii, Bulharsku. PSPU se účastnilo mezinárodních soutěží, na kterých získalo světová ocenění. Řada českých i zahraničních skladatelů psala pro sdružení nové skladby. Vzestup a růst PSPU zpomalila okupace. V roce 1943 byl Metod Vymetal zatčen gestapem a později zemřel ve vězení při bombardování Drážďan.
Poté se v čele sboru se vystřídalo několik dirigentů (B. Havlík, J. Kasal, B. Kadlasová, J. Kofroň, J. K. Fürst a R. Fikrle). V roce 1954 se uměleckým vedoucím sboru stal Rudolf Zeman a sbor získal první ceny v Holandsku a Švýcarsku. Po něm v roce 1972 nastoupil PhDr. Jiří Vyskočil. Za jeho působení si PSPU výrazně rozšířilo repertoár a dosáhlo významných úspěchů doma i v zahraničí. V roce 1989 sbor získal první cenu na Festivalu v Montreaux ve Švýcarsku.

## Současnost a repertoár
Od roku 1993 je dirigentem PSPU Ivan Zelenka. Své skladatelské úsilí zaměřuje také na skladby pro ženský sbor, úpravy lidových písní a muzikálových melodií. Díky jeho zajímavému pojetí hudby se rozšiřují řady členek o nové mladé tváře.
Ve své dlouholeté historii spolupracovalo s řadou význačných hostujících osobností, mimo jiné Martou Krásovou, Beno Blachutem, Českou filharmonií, Symfonickým orchestrem hlavního města Prahy FOK a dalšími. Sbor často premiéruje skladby soudobých autorů – Vadim Petrov, Otmar Mácha, Olga Ježková, Jiří Teml, Milan Dvořák, Ivan Zelenka, Zdeněk Šesták, Zdeněk Pololáník a další. V roce 2003 uvedl premiéru vybraných Moravských dvojzpěvů Antonína Dvořáka v úpravě Jiřího Berkovce.
Tělesu byly v minulosti věnovány skladby Josefa Bohuslava Foerstera, Vítězslavy Kaprálové, Arthura Honeggera, Jaroslava Křičky a k 90. výročí založení sboru skladby Otmara Máchy (Fortuna), Olgy Ježkové (Korálek), Vadima Petrova (Devadesát letokruhů), Jiřího Temla (Vivat Gaudeamus), Milana Dvořáka (Jubileum na bosso) či sbormistra Ivana Zelenky (Učitelky mají bál; Ave Maria, My Lord, Kyrie, Cantate Domino, humorný cyklus Uleželé želé).
Kromě koncertů ve vlastní režii je PSPU zváno ke spoluúčastem na významných kulturních akcích, domácích i zahraničních soutěžích a festivalech (Musica Sacra Praga, Festival de Choeurs, Mezinárodní festival hudebního romantismu, Praga Cantat). Do repertoáru Sdružení patří skladby od gregoriánských chorálů až po současnost, české i moravské národní písně, cizí skladby v originálních jazycích, s doprovodem i a capella. Důraz je kladen i na hudbu současnou. Sbor dosud zpíval v dvaceti různých jazycích.

## Sbormistři, dirigenti
Ve vedení sboru se v minulosti vystřídala řada významných osobností, současný dirigent Ivan Zelenka již dvanáctým v nepřerušené řadě.
- Metod Doležil (1912–23)
- Antonín Bednář (1923–24)
- Pavel Dědeček (1924–28)
- Metod Vymetal (1928–42)
- Metod Doležil (1943–1946)
- Bedřich Havlík (1946–1948)
- Jan Kasal (1948–1949)
- Blažena Kadlasová (1949–1950)
- Jar. Karel Fürst (1950–1954)
- Rudolf Zeman (1954–1972)
- Jiří Vyskočil (1972–1993)
- Ivan Zelenka (od roku 1993)

## Účast a ocenění na soutěžích a festivalech
- 1932 – Mezinárodní pěvecké závody v Amsterdamu, Holandsko – 1. cena
- 1937 – Grand Prix ve sborovém zpěvu na Světové výstavě v Paříži – 1.cena
- 1938 – Mezinárodní folkloristické závody v Mentonu, Francie – 1.cena
- 1964 – Mezinárodní soutěž sborového zpěvu v Montreux ve Švýcarsku – 1.cena
- 1967 – Mezinárodní soutěž v Haagu-Scheveningen, Holandsko – 1.cena
- 1986 – Pěvecký festival v Atalantě, Řecko – čestný diplom
- 1989 – Pěvecký festival v Montreaux, Švýcarsko) – 1.cena
- 2002 – Soutěž v interpretaci lidových písní (CZ): stříbrné pásmo
- 2003 – Mezinárodní festival hudebního romantismu (Vlachovo Březí, CZ): zvláštní cena poroty za interpretaci skladby Jiřího Temla
- 2008 – Festival de Choeurs (Saumur, FRA)
- 2008 – Praga Cantat (Praha, CZ): stříbrné pásmo (B – ženské sbory)
- 2009 – Canti Veris Praga (Praha, CZ: stříbrné pásmo

## Diskografie
- Cantate Domino (Music Vars, 1998)
- Koncert k 75. narozeninám V. Petrova, Jethro Recording, PSPUk, live CD 2007
- Vánoční koncert 2010, Jethro Recording Studio, CD 2010